# Intel 8088

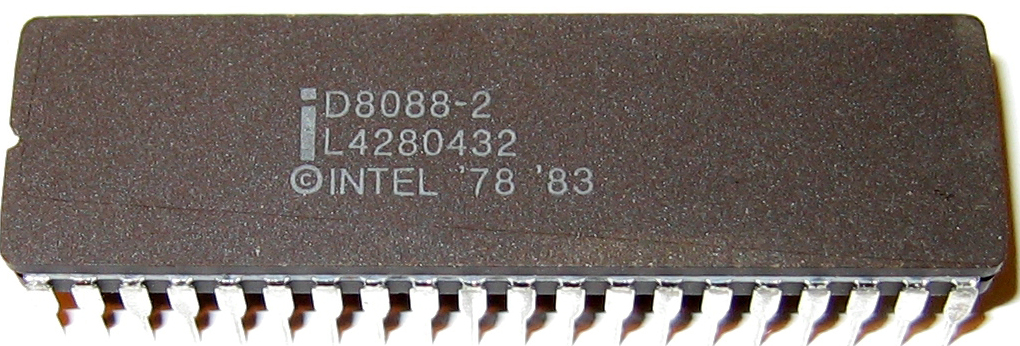
CPU Intel 8088 8-bits

O Intel 8088 (também conhecido como iAPX 88) foi é um microprocessador variante do Intel 8086, introduzido em 1 de junho de 1979. Possuía um barramento de dados interno de 16 bits e um externo de 8 bits.
O 8088 foi desenvolvido visando sistemas econômicos; na época de seu lançamento, circuitos impressos complexos ainda eram razoavelmente caros e de difícil produção. 
O Intel 8088 e seus clones foram os processadores mais comuns nos PCs IBM, por razões econômicas.